# Грчко ратно ваздухопловство
Грчко ратно ваздухопловство (грч. Πολεμική Αεροπορία, Polemikí Aeroporía, буквално преведено „Војна авијација“) је ваздухопловна оружана формација Републике Грчке. Задаци ове формације су одбрана ваздушног простора Грчке, обезбеђивање помоћи и подршке Грчким копненим снагама и Грчкој морнарици, као и пружање хуманитарне помоћи у Грчкој и свету. У састав Грчког ратног ваздухопловства улази приближно 33 000 особља, које чине 11 750 официра, 14 000 професионалних војника, 7 250 добровољаца и 1100 жена. За време монархије, од 1935. до 1973. године, ова формација је носила име Ратно ваздухопловство Краљевине Грчке (грчки: Ἑλληνικὴ Βασιλικὴ Ἀεροπορία, Ellinikí Vasilikí Aeroporía). Мото Грчког ратног ваздухопловства је старогрчка фраза „Увек доминирај висинама“, а амблем ваздухопловства представља орла који лети испред кругова у бојама грчке заставе. Грчко ратно ваздухопловство је једно од три рода Војске Грчке.

## Наоружање

### Ваздухоплови
| Ваздухоплов                                           | Порекло        | Тип                                                             | Верзије        | У служби       | Напомене                                             |                |
| Борбени авиони                                        | Борбени авиони | Борбени авиони                                                  | Борбени авиони | Борбени авиони | Борбени авиони                                       | Борбени авиони |
| ----------------------------------------------------- | -------------- | --------------------------------------------------------------- | -------------- | -------------- | ---------------------------------------------------- | -------------- |
| F-16 Фајтинг фалкон                                   | САД            | Вишенаменски борбени авион                                      |                | 12237          |                                                      |                |
| Мираж 2000                                            | ФРА            | Вишенаменски борбени авион                                      |                | 17225          |                                                      |                |
| F-4 фантом                                            | САД/ Грчка     | Тактички борбени авион/Извиђач                                  |                | 2235           |                                                      |                |
| LTV A-7 гусар II                                      | САД            | Ловачко-бомбардерски авион                                      |                | 3615           |                                                      |                |
|                                                       |                |                                                                 |                | 311            |                                                      |                |
| Авиони за рано упозоравање и поморски патролни авиони |                |                                                                 |                |                |                                                      |                |
|                                                       | БРА            | Ваздушни систем за рано упозорење                               |                | 4              |                                                      |                |
| Локид C-130 Херкул                                    | САД            | Авион за електронско извиђање и прикупљње обавештајних података |                | 2              |                                                      |                |
| Локид P-3 Орион                                       | САД            | Поморски патролни авион                                         |                | 6              | Најмање 4 се модернизује                             |                |
|                                                       |                |                                                                 |                | 12             |                                                      |                |
| Транспортни авиони                                    |                |                                                                 |                |                |                                                      |                |
| Локид C-130 Херкул                                    | САД            | Тактички транспортни авион                                      |                | 15             | Модернизација свих авиона је завршена                |                |
|                                                       | ИТА            | Тактички транспортни авион                                      |                | 12             | 4 авиона поседује систем за допуњавање горива у лету |                |
|                                                       | БРА            | ВИП транспортни; евакуација рањених                             |                | 2              |                                                      |                |
|                                                       | САД            | ВИП транспортни; евакуација рањених                             |                | 1              |                                                      |                |
|                                                       |                |                                                                 |                | 30             |                                                      |                |
| Тренажни авиони                                       |                |                                                                 |                |                |                                                      |                |
|                                                       | САД            | Тренажни авион                                                  |                | 25 20          | 20 има улогу лаког борбеног авиона                   |                |
|                                                       | САД            | Тренажни авион                                                  |                | 40             | Способни су да носе подвесно наоружање               |                |
|                                                       |                |                                                                 |                | 105            |                                                      |                |
| Противпожарни авиони/Лаки транспортни авиони          |                |                                                                 |                |                |                                                      |                |
|                                                       | КАН            | Противпожарни авион - лаки транспортни                          |                | 13             |                                                      |                |
|                                                       | КАН            | Противпожарни авион - лаки транспортни                          |                | 8              | Ознака је од , што значи поморски патролни авион     |                |
|                                                       | ПОЉ            | Противпожарни авион                                             |                | 23             |                                                      |                |
|                                                       |                |                                                                 |                | 44             |                                                      |                |
| Хеликоптери                                           |                |                                                                 |                |                |                                                      |                |
|                                                       | ФРА            | хеликоптер                                                      |                | 17             |                                                      |                |
| Бел 205                                               | ИТА            | хеликоптер                                                      |                | 12             |                                                      |                |
| Бел 212                                               | ИТА            | ВИП транспортни хеликоптер                                      |                | 4              |                                                      |                |
|                                                       |                |                                                                 |                | 33             |                                                      |                |
| Остали                                                |                |                                                                 |                |                |                                                      |                |
|                                                       | ГРЧ            | Извиђачки                                                       |                | ?              | Најмање 5 оперативних; још 12 наручених              |                |
|                                                       |                |                                                                 |                | 5?             |                                                      |                |
| Укупно                                                |                |                                                                 |                |                |                                                      |                |
|                                                       |                |                                                                 |                | 511+           | Мали број авиона и старијих је у резерви             |                |

### Ракете и бомбе
- : 150
- : 240[4]
- : 165
- : 300
- : 400
- : 1,000
- : 300
- : 350
- : 303
- : 39
- : 90
- : 70
- : 200
- : 200+
- : 84
- : 400
- : 40
- : 96
- и  : 1,162
- : 200
- : 250
- : 100
- : 50

### ПВО системи
- ракетни систем: 6 батерија / 36 лансера / 198 пројектила
- ракетни систем: 2 батерије / 12 лансера / 96 пројектила
- систем: 20 лансера / 280 пројектила
- ракетни систем: 9 лансера
- ракетни систем: 4 лансера
- преносив систем: 300 пројектила
- : 38
- : 326